# Burgstall Bergheide
Der Burgstall Bergheide ist eine abgegangene hochmittelalterliche Höhenburg  auf dem Herrenberg, etwa 1000 Meter nordnordwestlich der Kirche in Weyer, einem Ortsteil der Gemeinde Gochsheim im Landkreis Schweinfurt in Bayern. Erhalten hat sich von der Anlage nur ein Ringgraben, die Stelle ist als Bodendenkmal Nummer D-6-5927-0058 „Mittelalterlicher Burgstall „Bergheide““ geschützt.

## Geschichte
1205 wurden bereits Adelige auf der 1447 zerstörten Burg Bergheide genannt. Die Burg soll Sitz des Ritters von Bergheide gewesen sein, der auch Lehnsherr des am Fuße des Berges untergegangenen Dorfes Bergheide war. Auf dem Gipfel des Hügels ist noch der eingefallene zehn Meter breite Ringgraben erhalten und am Abhang der Burgweg zu erkennen.
1812 wurde auf dem Hügel hinter der einstigen Burg ein Bildstock mit der Darstellung des Hl. Moritz errichtet, der an die  nach der Säkularisation abgebrochene früher vielbesuchte Wallfahrtskapelle „St.-Moritz-Kapelle“ erinnert. Die Flurnamen  „Kapelläcker“, „Kapellholz“ und „Kapellweg“ erinnern an die Kapelle.

## Beschreibung
Die kleine, einteilige Burgstelle liegt in 242 m ü. NN Höhe, und damit rund 30 Höhenmeter über dem Talgrund des Maines, auf der nach Norden spitz zulaufenden Bergnase des Herrenberges in der Flur Kapelläcker. Diese Anlage gehört zum Typus des Ebenerdigen Ansitzes, was bedeutet, dass seine Innenfläche gegenüber dem Vorgelände nicht erhöht liegt oder erhöht wurde.
Die etwa runde Burgfläche weist einen Durchmesser von rund 30 Meter auf, ihre Innenfläche fällt leicht nach Norden ab. Nach Norden sowie nach Nordosten fällt das Gelände an der Kante der Burgfläche steil zum Tal des Maines ab, an der Nordwestseite steil in ein kleines Erosionstal. Nach Süden hin geht das Vorgelände leicht ansteigend in eine kleine Hochfläche über, auf der auch die Trasse der Bundesautobahn 70 verläuft. Als Annäherungsschutz aus dieser Richtung wurde an der Südseite der Burg ein zehn Meter breiter und noch zwei Meter tiefer Halsgraben angelegt. Dieser Graben geht im nördlichen Bereich der Anlage in einen Hanggraben über, so dass er insgesamt als Ringgraben erscheint. Suchschnitte im Reliefbild zeigen, dass hier vermutlich schon Raubgrabungen stattfanden.